# Koka (biljna vrsta)
Koka (lat. Erythroxylum coca) je biljka iz grupe Erythroxylaceae i potječe iz sjevernozapadne Južne Amerike. Biljka ima posebnu ulogu u tradicionalnoj andskoj kulturi. Listovi koke sadrže kokain, koji je jak stimulans.
Biljka raste do visine od 2 – 3 m a listovi su zelene boje, tanki i ovalni.

## Zakonska regulativa
Lišće koke vrsta je psihoaktivne droge. Uvršteno je u Hrvatskoj na temelju Zakona o suzbijanju zlouporabe drogu na Popis droga, psihotropnih tvari i biljaka iz kojih se može dobiti droga te tvari koje se mogu uporabiti za izradu droga, pod Popis droga i biljaka iz kojih se može dobiti droga, pod Droge sukladno Popisu 1. Jedinstvene konvencije UN-a o drogama iz 1961. godine.

## Vanjske poveznice
|  | Zajednički poslužitelj ima još gradiva o temi Erythroxylum coca |
|  | Wikivrste imaju podatke o taksonu Erythroxylum coca             |

- Shared Responsibility  Arhivirana inačica izvorne stranice od 22. prosinca 2012. (Wayback Machine)
- OneWorld.net Analysis: Blurred Vision on Coca Eradication  Arhivirana inačica izvorne stranice od 26. studenoga 2007. (Wayback Machine)
- The Coca Museum (A private museum in La Paz, Bolivia)  Arhivirana inačica izvorne stranice od 14. travnja 2009. (Wayback Machine)

### Fotografije
- 27 original photos on coca growing in La Convención valley, Cuzco Province, Peru
- Harvesting coca in Yungas de La Paz, Bolivia
- Drying coca in the Chapare, Bolivia